# Stenogobius polyzona
Stenogobius polyzona е вид лъчеперка от семейство Попчеви (Gobiidae).

## Разпространение
Видът е разпространен в Мадагаскар.